# Глорија Скот
„Глорија Скот” (енгл. The Adventure of the Gloria Scott) је једна од 56 приповедака о Шерлоку Холмсу које је написао Артур Конан Дојл и пета је прича у Мемоарима Шерлока Холмса. Објављена је у британском часопису The Strand Magazine у априлу 1893. године, као и америчком часопису Harper's Weekly истог месеца.
Ово је хронолошки најранији случај у канону Шерлока Холмса. Причу приповеда углавном Холмс, а не доктор Вотсон, и ово је први случај на који је Холмс применио своју моћ дедукције, пошто је то до тада третирао као пуки хоби. Ово је једна од бројних прича о Шерлоку Холмсу у којима главног јунака прогања стари познаник због старог злочина. Међу осталима су „Тајна Боскомске долине”, „Црни Петар”, „Знак четворице”, „Пет семенки наранџе”, „Стални пацијент“ итд. Ово је такође једна од његових многобројних прича које се баве судбином ликова који се враћају у Енглеску након што су провели време у иностранству у колонијама Британске империје.

## Радња
У својим студентским данима, Шерлок Холмс је провео месец дана са својим пријатељом Виктором Тревором на имању Викторовог оца у Норфоку. Док је био тамо, Холмс је задивио свог домаћина, Викторовог оца, који је био мировни судија и земљопоседник. Своје богатство је стекао на златним пољима у Аустралији. Један од Холмсових закључака био је да је господин Тревор старији некада био повезан са особом са иницијалима „Џ. А.” коју је хтео да заборави. Његов домаћин се тада онесвестио преко стола. Холмс је додирнуо његову болну тачку и није веровао у старчево објашњење, када се овај повратио себи, да је Џ. А. била стара љубавница.
Холмс је приметио да изазива нелагоду свом домаћину и одлучио је да оде. Вече пре него што је то урадио, у кући се изненада појавио још један старац, што је натерало господина Тревора старијег да попије чашу брендија пре него што га је поздравио. Они су очигледно били пријатељи око 30 година раније, а господин Тревор је рекао нешто о томе да ће му наћи посао. Убрзо након тога, Холмс и његов пријатељ затекли су господина Тревора пијаног.
Холмс је тада напустио имање Треворових и провео наредних седам недеља у својим хемијским експериментима, изненада примивши телеграм од млађег Тревора који га је молио да се врати у Норфок. Када је стигао тамо, Виктор је рекао Холмсу да му отац умире од последица можданог удара који је претрпео након што је добио писмо. Открили су да је умро док се Виктор састајао са Холмсом на станици.
Након што је Холмс напустио кућу седам недеља раније, изгледа да се овај старац који је дошао да тражи посао, а који се звао Хадсон, показао као непослушни запослени колико се то могло замислити. Тражио је да буде унапређен од баштована до батлера и добијао је шта год је пожелео. Узео је неопростиве слободе које би обично резултирале отпуштањем запосленог. Често је био пијан. Виктор га није подносио и изјавио је да би пребио Хадсона да је био млађи. Остало особље се жалило на њега. Међутим, Викторов отац је увек пуштао да се извуче са било каквом срамотом. Одједном, Хадсон је најавио да одлази јер му је досадио Норфок, и да иде у Хемпшир да види Бедеса, још једног старог бродског друга.
Сада је Холмсов пријатељ нагло смршао и био изједан бригом. Мислио је да је проблем готов када је Хадсон отишао, али онда је стигло писмо из Фордингбриџа у Хемпширу. Садржај писма Виктору није значио ништа, и прошло је доста времена пре него што је Холмс ишта видео у томе. Нашао је кључ. Ако би неко прочитао сваку трећу реч која почиње првом, постојала је разумљива порука: „Игра је завршена. Хадсон је све рекао. Бежите и спасавајте се.” Холмс је закључио да је игра била уцена. Нека строга тајна била је моћ коју је Хадсон имао над господином Тревором старијим. Старчеве самртне речи упућене лекару откриле су тајну. Неки папири су пронађени у јапанском кабинету господина Тревора. Документ је био признање.
Господин Тревор старији се некада звао Џејмс Армитиџ (иницијали: „Џ. А.”) и био је криминалац који је проневерио новац из банке у којој је радио и био је ухваћен. Осуђен је на робију. На броду Глорија Скот, која је из Фалмута кренула за Аустралију, Армитиџ је од суседног затвореника сазнао да је постојала завера за преузимање брода. Његов сусед, Џек Прендергаст, финансирао је шему од скоро 250.000 фунти неповратног новца од његовог злочина. Многи чланови посаде, чак и официри, били су у његовом послу, па чак и капелан Вилсон, који уопште није био свештено лице. Вилсон је, док се претварао да држи литургију затвореницима, у ствари делио пиштоље и другу опрему да се искористи када за то дође време. Армитиџ је у ту шему увукао и свог другог суседа, Еванса.
Као што се могло очекивати, није све ишло по плану. Преузимање је извршено неочекивано када је бродски лекар открио пиштољ док је лечио једног затвореника. Затвореници су тада морали одмах да крену или би изгубили елемент изненађења. У пометњи која је уследила, капетан и многи други људи су убијени, а дошло је до спора између Прендергаста са његовим присталицама и групе укључујући Армитиџа око тога шта да раде са неколико лојалних чланова посаде који су још увек остали живи. Армитиџ и други не би поднели хладнокрвно убиство. Они су пуштени у малом чамцу да оду где год пожеле. 
Убрзо након што су отишли у свом малом чамцу, Глорија Скот је експлодирала као резултат насиља који се проширио до места где је држан барут. Људи у чамцу, међу којима је био и Еванс, пожурили су назад на место експлозије и спасили једног преживелог — Хадсона. Следећег дана, срећом, њих је спасио други брод, Хотспур, такође послат за Аустралију. Представили су се као преживели са путничког брода и, када су се нашли у Аустралији, кренули ка златним пољима. Армитиџ је променио име у Тревор, а Еванс је променио име у Бедес. Обојица су се касније вратили у Енглеску као богати људи. Све је ишло добро по њих док се Хадсон изненада није појавио.
Пошто ниједан скандал у вези са Глоријом Скот никада није уследио након чудне поруке од Бедеса (Еванс), и пошто се ни за Хадсона ни за Еванса никада више није чуло, полиција је веровала да је Хадсон уклонио Бедеса док је Холмс веровао да је Еванс вероватно убио Хадсона, верујући да је све испричао, а у ствари није, а затим побегао са онолико новца колико је могао.
Холмс се још једном позива на овај случај у приповеци „Вампир из Сасекса” када он консултује индекс својих прошлих подвига у потрази за референцама на „вампире” и примећује да је „Путовање Глорије Скот” наведено под „В”. Такође се успутно помиње у причи „Ритуал Масгрејвових” док Холмс прича Вотсону о својим раним случајевима када је први пут постао детектив.

## Противречности
Извештај о признању садржао је нажврљану фусноту Тревора старијег у којој је забележена фатална порука која му је достављена. Ово је у супротности са наведеном чињеницом да се Тревор никада није освестио до самог краја живота, када је само успео да открије где лежи признање.
Према Треворовом признању, Глорија Скот је напустила Фалмут „пре тридесет година” и то тачно 1855. године, али би то поставило Холмсову истрагу 1885. године, а не у његове факултетске године, како је рекао Вотсону. Пошто даље у причи Тревор старији такође пише: „Више од двадесет година смо водили миран и користан живот”, можемо претпоставити да је тачан датум око 1875. године, што би одговарало Холмсовом позивању на његове факултетске године. Такође је могуће да је „тридесет година” било заокруживање двадесет пет година, што би случај сместило у 1880. годину.

## Историја објављивања
Ова приповетка је објављена у британском часопису The Strand Magazine у априлу 1893, као и у америчком часопису Harper's Weekly 15. априла исте године. Такође је објављена и у америчком издању часописа The Strand Magazine у мају 1893. године. Прича је објављена са седам илустрација Сиднеја Паџета у часопису The Strand, и са две илустрације В. Х. Хајда у часопису Harper's Weekly. Уврштена је у Мемоаре Шерлока Холмса, који су објављени у децембру 1893. у Великој Британији и у фебруару 1894. у САД.

## Адаптације

### Филм и телевизија
Прича је адаптирана као кратки неми филм из 1923. године, који је био део филмског серијала са Еје Норвудом у улози Шерлока Холмса и Хјубертом Вилисом као др Вотсоном.
Телевизијска серија Шерлок Холмс из 1954–1955. са Роналдом Хауардом у улози Холмса и Х. Марион Крафордом као Вотсоном је лабаво адаптирала ову причу за своју епизоду „The Case of the Blind Man's Bluff”, мењајући име брода у Глорија Норт. Задржава елементе из приче, као што је респектабилни лик са тетоважом коју је покушао да избрише, али коју Холмс ипак примећује (у епизоди, тетоважа је представљала иницијале „Г. Н.” за „Глорија Норт” уместо „Џ. А.”). Епизода је касније преправљена, задржавајући структуру радње и већи део дијалога, за америчко-пољску серију из 1980. Шерлок Холмс и др Вотсон са Џефријем Вајтхедом у главној улози, коју је такође продуцирао Шелдон Рејнолдс.
„Глорија Скот” је била епизода анимиране серије Шерлок Холмс у 22. веку из 2001. године, у којој је насловни затворски брод био свемирска летелица на путу ка Месецу.
У епизоди из 2014. „Празан мртвачки ковчег”, првој епизоди треће сезоне телевизијске серије Шерлок, вереница др Вотсона, Мери Морстан, решава шифровану текстуалну поруку на мобилном телефону читајући сваку трећу реч. У епизоди четврте сезоне „Последњи проблем” из 2017. открива се да је Холмс имао пријатеља из детињства по имену Виктор Тревор.

### Радио
Едит Мејзер је адаптирала ову причу као епизоду америчке радио-серије Авантуре Шерлока Холмса са Ричардом Гордоном као Шерлоком Холмсом и Лијем Ловелом као др Вотсоном. Епизода је емитована 21. јануара 1932. године. Друге епизоде прилагођене из ове приче емитоване су 14. априла 1935. (са Луисом Хектором као Холмсом и Ловелом као Вотсоном) и 1. октобра 1936. (са Гордоном као Холмсом и Харијем Вестом као Вотсоном).
Мејзерова је такође адаптирала причу за америчку радио-серију Нове авантуре Шерлока Холмса као епизоду са Бејзилом Ратбоном као Холмсом и Најџелом Брусом као Вотсоном, која је емитована 28. децембра 1941. године.
Прича је адаптирана као епизода америчке радио-серије CBS Radio Mystery Theater под називом „Глорија Скот”. Епизода, у којој су глумили Кевин Макарти као Шерлок Холмс и Корт Бенсон као др Вотсон, први пут је емитована у новембру 1977. године.
„Глорију Скот” је драматизовао Винсент Макинерни за BBC Radio 4 током 1992. године, као део радио серије из 1989–1998. у којој су глумили Клајв Мерисон као Холмс и Мајкл Вилијамс као Вотсон. У њој су се такође појавили Сајмон Тревес као Виктор и Теренс Едмонд као Тревор старији.
Епизода из 2008. године Класичних авантура Шерлока Холмса, серијалу у америчкој радио-емисији Imagination Theatre, адаптирана је из ове приче, са Џоном Патриком Лоуријем као Холмсом и Лоренсом Албертом као Вотсоном.

### Штампа
Хрватска књижевница Мима Симић објавила је 2005. збирку кратких прича под насловом Пустоловине Глорије Скот. Ова адаптација уводи чудну пародију на канон Шерлока Холмса кроз замену полова протагониста: катастрофална детективка Глорија Скот и њена верна помоћница Мери Ламберт. ТВ анимација заснована на овој адаптацији била је у развоју 2014. године.
Књига Убиство Мери Расел из 2016. године, ауторке Лори Р. Кинг заснива се на премиси да је Хадсон из Глорије Скот нико други до отац Холмсове газдарице госпође Хадсон.